# 온성도
온성도(穩城島) 또는 온성섬은 북한 함경북도 온성군에 속해 있으며, 두만강에 있는 섬이다. 

## 개요
행정 구역상으로는 함경북도 온성군에 속해 있다. 면적은 약 250ha다. 

## 상세
두만강에 위치한 하중도이며, 북한보다는 중국에 더 가깝게 위치한다. 2015년 즈음 북한과 중국 간 협약이 체결되며, 이곳에 온성섬관광개발구를 건설하기로 합의하였다.